# Popular Problems
《Popular Problems》는 캐나다의 싱어송라이터 레너드 코언의 열세 번째 스튜디오 음반으로, 2014년 9월 19일 금요일 발매 국가(프랑스, 아일랜드 등)와 2014년 9월 22일 다른 국가에서 발매되었다.

## 개요
코언은 2010년에 데뷔한 〈Born in Chains〉와 같은 해 사운드체크 때 〈My Oh My〉를 연주했다.
2010년 버전의 〈Born in Chains〉는 2014년 스튜디오 버전과 비교했을 때 편곡과 가창력이 급격하게 달라졌으며, 이 곡 자체는 유럽에서 사운드체크 중 1985년 초에 처음 연주되었다. 코언의 1988년 음반 《I'm Your Man》에 수록된 〈I Can't Forget〉의 초기 버전은 이 음악에 초기 가사를 사용했다. 몇 년 동안 코언은 이 노래를 〈Taken Out of Egypt〉라고 불렀고, 1988년 방송에서 그것을 낭송했으며 2005년 다큐멘터리 《Leonard Cohen: I'm Your Man》에서 새로운 멜로디에 맞춰 흥얼거렸다.

## 평가
| 전문가 평가               | 전문가 평가 |
| 총 점수                   | 총 점수     |
| 출처                      | 점수        |
| ------------------------- | ----------- |
| AnyDecentMusic?           | 8.2/10      |
| 메타크리틱                | 86/100      |
| 평가 점수                 |             |
| 출처                      | 점수        |
| AllMusic                  | [ 5 ]       |
| The A.V. Club             | B+          |
| Cuepoint (Expert Witness) | B+          |
| The Daily Telegraph       | [ 8 ]       |
| The Guardian              | [ 9 ]       |
| The Independent           | [ 10 ]      |
| NME                       | 8/10        |
| Pitchfork                 | 7.6/10      |
| Q                         | [ 13 ]      |
| Uncut                     | 9/10        |

발매되자마자 메타크리틱은 26개의 긍정적인 리뷰를 기록하여 총점 86점을 받았다. 올뮤직의 톰 주렉은 80세의 나이에 "코언은 탱크에 많은 것이 남아 있을 뿐만 아니라 가장 자신감과 헌신이 충만하다"며 1992년 《The Future》 이후 그의 최고의 음반이라고 말했다. 《뉴욕 타임스》는 코언을 "록의 가장 심오한 아포리스트 중 한 명"이라고 칭하며 적당히 긍정적인 평가를 내렸지만, 〈Did I Ever Love You〉의 "멋진 나라" 프로듀싱은 음반의 "주요 실수"라고 일축했다. 《데일리 텔레그래프》의 닐 맥코믹은 이 음반을 "명작"이라고 칭했다.
이 음반은 2015년 주노상에서 주노상 올해의 성인 얼터너티브 음반 후보에 올랐다.

## 상업적 성과
이 음반은 캐나다 음반 차트에서 1위를 차지했고, 첫 주에 2만 장이 팔렸다. 두 번째 주에, 이 음반은 10,500장의 판매고를 올리며 브라이언 애덤스의 《Tracks of My Years》에 밀려 2위로 떨어졌다. 2015년 1월 현재, 《Popular Problems》는 캐나다에서 80,000장이 팔렸다.
미국에서는 빌보드 200에서 15위, 포크 음반에서 1위, 톱 록 음반에서 4위로 데뷔하여 2만 장이 팔렸다. 이 음반은 2015년 5월 기준으로 미국에서 67,000장이 팔렸다.

## 곡 목록
모든 곡들은 특별한 언급이 없는 한 레너드 코언과 패트릭 레너드에 의해 작사/작곡하였다.
| #  | 제목                      | 작사·작곡           | 재생 시간 |
| -- | ------------------------- | ------------------- | --------- |
| 1. | 〈Slow〉                  |                     | 3:25      |
| 2. | 〈Almost Like the Blues〉 |                     | 3:28      |
| 3. | 〈Samson in New Orleans〉 |                     | 4:39      |
| 4. | 〈A Street〉              | 코언, 안쟈니 토머스 | 3:32      |
| 5. | 〈Did I Ever Love You〉   |                     | 4:10      |
| 6. | 〈My Oh My〉              |                     | 3:36      |
| 7. | 〈Nevermind〉             |                     | 4:39      |
| 8. | 〈Born in Chains〉        | 코언                | 4:55      |
| 9. | 〈You Got Me Singing〉    |                     | 3:31      |

## 인증
| 국가                                                  | 인증     | 판매량/출하량 |
| ----------------------------------------------------- | -------- | ------------- |
| 오스트리아 (IFPI 오스트리아)                          | 골드     | 7,500*        |
| 캐나다 (뮤직 캐나다)                                  | 플래티넘 | 80,000^       |
| 덴마크 (IFPI Danmark)                                 | 플래티넘 | 20,000^       |
| 프랑스 (SNEP)                                         | 골드     | 50,000*       |
| 헝가리 (MAHASZ)                                       | 골드     | 1,000^        |
| 폴란드 (ZPAV)                                         | 플래티넘 | 20,000*       |
| 스위스 (IFPI 스위스)                                  | 골드     | 10,000^       |
| 영국 (BPI)                                            | 실버     | 60,000*       |
| 미국                                                  | —        | 67,000        |
| *판매량을 기반으로 한 인증 ^출하량을 기반으로 한 인증 |          |               |